# Día Internacional de las Personas con Discapacidad
El Día Internacional de las Personas con Discapacidad es una celebración anual que tiene lugar el 3 de diciembre desde 1992, instaurada por la Asamblea General de las Naciones Unidas en ese mismo año.

## Proclamación
El Día Internacional de las Personas con Discapacidad fue proclamado por la Asamblea General de las Naciones Unidas el 14 de octubre de 1992. El propósito de esta proclamación, según los organizadores, es promover los derechos y el bienestar de las personas con discapacidades en todos los ámbitos de la sociedad y el desarrollo, así como aumentar la conciencia sobre su situación en los aspectos políticos, sociales, económicos y culturales de la vida diaria. Esta jornada se originó bajo el nombre de Día Internacional de las Personas Discapacitadas, hasta que en 2007 se cambió a Día Internacional de las Personas con Discapacidad, reflejando un enfoque más inclusivo y centrado en la persona.

La proclamación de este día surge del trabajo previo de las Naciones Unidas en relación con los derechos de las personas con discapacidad. En 1976, la Asamblea General había declarado 1981 como el Año Internacional de las Personas con Discapacidad, con énfasis en la igualdad de oportunidades, la rehabilitación y la prevención de discapacidades. Durante este año, se promovió el tema de Participación plena e igualdad, subrayando el derecho de las personas con discapacidad a participar plenamente en la vida y el desarrollo de sus sociedades y a disfrutar de condiciones de vida equivalentes a las de otros ciudadanos.

Bandera de la discapacidad

Posteriormente, la Asamblea General proclamó la Década de las Personas con Discapacidad de las Naciones Unidas (1983-1992) para proporcionar un marco temporal que permitiera a gobiernos y organizaciones implementar actividades recomendadas en el Programa Mundial de Acción sobre Discapacidad, continuando con el enfoque en la igualdad y la integración.

## Conmemoración
Este día se conmemora el 3 de diciembre de cada año, la fecha fue elegida para destacar la importancia de integrar plenamente a las personas con discapacidad en la sociedad y subrayar los avances logrados a través de iniciativas y acuerdos internacionales que respaldan sus derechos y su bienestar. La primera celebración oficial tuvo lugar en 1992, el mismo año de su proclamación. Las actividades típicas incluyen debates, foros y campañas de concienciación dirigidas a promover la inclusión, eliminar barreras y fomentar el entendimiento de los desafíos que enfrentan las personas con discapacidad. Estas actividades suelen involucrar a gobiernos, organizaciones no gubernamentales, instituciones educativas y el sector privado, con el objetivo de inspirar políticas y acciones concretas que favorezcan una sociedad más inclusiva y equitativa.

## Temas
- 1997: Arts, Sports and Disabilities,[8] ('Arte, deporte y discapacidad')
- 1998: Arts, Culture and Independent Living,[9] ('Arte, cultura y vida independiente')
- 1999: Accessibility for all for the new Millenium,[9] ('Accesibilidad para todos en el nuevo milenio')
- 2000: Making information technologies work for all,[10] ('Las tecnologías de la información al alcance de todos')
- 2001: Full participation and equality: The call for new approaches to assess progress and evaluate outcome,[11] ('Participación e igualdad plenas: necesidad de nuevos métodos para evaluar los progresos y los resultados')
- 2002: Independent Living and Sustainable Livelihoods,[12] ('Vida independiente y medios de vida sostenibles')
- 2003: A Voice of our Own,[13] ('Nuestra propia voz')
- 2004: Nada que nos afecte sin contar con nosotros[14]
- 2005: Derechos de las personas con discapacidad: Acción para el desarrollo[15]
- 2006: Accesibilidad electrónica[16]
- 2007: Trabajo decente para las personas con discapacidad[17]
- 2008: Convención sobre los derechos de las personas con discapacidad: Dignidad y justicia para todos[18]
- 2009: Por unos Objetivos de Desarrollo del Milenio inclusivos: empoderamiento de las personas con discapacidad y sus comunidades en todo el mundo[19]
- 2010: Mantener la promesa: incorporación de la discapacidad en los objetivos de desarrollo del Milenio hacia 2015 y más allá[20]
- 2011: Juntos en pro de un mundo mejor para todos, que comprenda la participación de las personas con discapacidad en el desarrollo[21]
- 2012: Eliminar las barreras para crear una sociedad incluyente y accesible a todos[22]
- 2013: Romper las barreras, abrir las puertas: por una sociedad inclusiva para todos[23]
- 2014: El desarrollo sostenible: la promesa de la tecnología[24]
- 2015: La inclusión importa: acceso y empoderamiento para personas con todo tipo de capacidad[25]
- 2016: Achieving 17 Goals for the Future We Want,[26] ('Lograr 17 Objetivos para el Futuro que Deseamos')
- 2017: Transformation towards sustainable and resilient society for all,[27] ('Transformación hacia una sociedad sostenible y resiliente para todos')
- 2018: Empoderar a las personas con discapacidad y garantizar su integración e igualdad[28]
- 2019: Promoting the participation of persons with disabilities and their leadership: taking action on the 2030 Development Agenda,[29] ('Promover la participación y el liderazgo de las personas con discapacidad: actuando sobre la Agenda 2030 para el Desarrollo')
- 2020: Building Back Better: toward a disability-inclusive, accessible and sustainable post COVID-19 World,[30] ('Reconstruir mejor: hacia un mundo inclusivo, accesible y sostenible después del COVID-19 por, para y con las personas con discapacidad')
- 2021: Leadership and participation of persons with disabilities toward an inclusive, accessible and sustainable post-COVID-19 world,[31] ('Liderazgo y participación de las personas con discapacidad hacia un mundo inclusivo, accesible y sostenible después de la COVID-19')
- 2022: Transformative solutions for inclusive development: the role of innovation in fuelling an accessible and equitable world,[32] ('Soluciones transformadoras para el desarrollo inclusivo: el papel de la innovación en fomentar un mundo accesible y equitativo')
- 2023: United in action to rescue and achieve the SDGs for, with and by persons with disabilities,[33] ('Unidad para rescatar y alcanzar los ODS para, con y por las personas con discapacidad')
- 2024: Fomentar el liderazgo de las personas con discapacidad para un futuro más inclusivo y sostenible[2]